# Microscopio a raggi X
Il microscopio a raggi-X è un microscopio che usa le radiazioni elettromagnetiche nella banda dei raggi-X molli, per produrre delle immagini di oggetti piccolissimi, in un campo di impiego a cavallo tra la convenzionale microscopia ottica e quella elettronica.

## Tecnologia e impiego
A differenza della luce visibile, i raggi-X non si riflettono ne si rifrangono facilmente, con conseguente difficoltà nell'uso di lenti per focalizzarli, e sono invisibili per l'occhio umano. Pertanto il processo fondamentale del microscopio a raggi-X è di impressionare una pellicola fotografica od usare un rivelatore ad esempio a CCD per evidenziare i raggi-X che passano attraverso il campione.
È una tecnologia di formazione di immagini basata sul contrasto, che utilizza la differenza di assorbimento dei raggi-X molli nella regione di trasparenza dell'acqua, di lunghezza d'onda 2,3-4,4 nm, ed energia fotonica 0,28-0,53 KeV, da parte degli atomi di carbonio, componente principale delle cellule viventi, e gli atomi di ossigeno, elemento principale dell'acqua.

## Storia
I primi microscopi a raggi-X a opera di Paul Kirkpatrick e Albert Baez usavano delle ottiche ad angolo di incidenza radente per focalizzare i raggi-X, che riflettevano ad angolo radente i raggi-X fatti incidere ad elevati angoli di incidenza su specchi curvi parabolici. Un metodo alternativo di focalizzazione dei raggi-X è l'usare una piccola lamina a zona di Fresnel di anelli concentrici di oro o nichel su un substrato di ossido di silicio. Sir William Lawrence Bragg produsse alcune delle prime immagini utilizzabili con i suoi apparati nel tardo 1940.

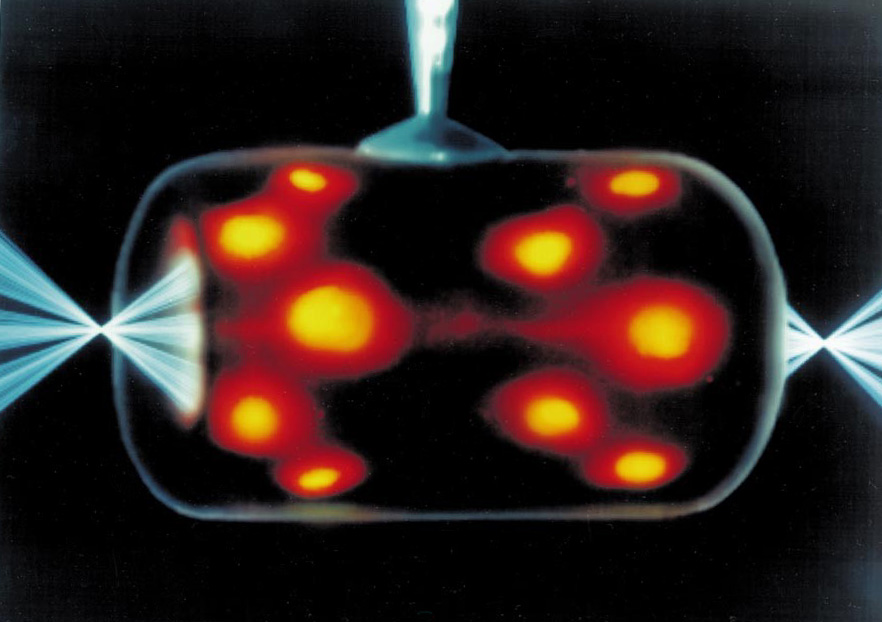
Confinamento inerziale di fusione ad eccitazione indiretta al laser. Utilizza una cavità radiante che è irradiata da coni di raggi laser posti su ciascun lato sulla sua superficie interna per inondare una capsula microscopica di fusione di raggi-X uniformi ed intensi. I raggi-X con energia maggiore che penetrano nella cavità possono venire osservati ricorrendo ad un microscopio a raggi-X come qui, dove la radiazione-X è rappresentata in rosso-arancio.

Negli anni 1950 Newberry produsse un microscopio a raggi-X a proiezione che collocava il campione tra la sorgente e la lastra target. Ciò divenne fondamento dei primi microscopi a raggi-X commerciali prodotti dalla General Electric Company.

## Strumenti attuali
La Advance Light source (ALS) , una divisione del Berkeley Lab, è sede del XM-1 (http://www.cxro.lbl.gov/BL612/), un microscopio a raggi-X molli a pieno campo, operato dal Center for X-ray Optics  e dedicato a varie applicazioni nelle nanoscienze moderne, quali materiali nanomagnetici, le scienze dei materiali ed ambientali e biologiche.
L'MX-1 usa delle lenti per raggi-X per mettere a fuoco i raggi-X su un CCD, in un modo analogo al microscopio ottico. L'MX-1 mantiene ancora il titolo mondiale nella risoluzione spaziale con le lamine a zona di Fresnel giù fino a 15 nanometri ed è in grado di combinare l'elevata risoluzione spaziale con una risoluzione temporale sotto i 100 impulsi al secondo per studiare, per esempio, la dinamica degli spin ultraveloci.
La ALS è pure sede del primo microscopio a raggi-X molli del mondo progettato per la ricerca biologica e biomedicale. Questo nuovo strumento, l'MX-2, fu progettato e costruito da scienziati della National Center for X-ray Tomography (https://web.archive.org/web/20191007044539/http://ncxt.lbl.gov/). L'MX-2 può produrre dei tomogrammi tridimensionali delle cellule.

## Sorgenti ed aspetti ottici
Sorgenti di raggi-X molli adatti alla microscopia, come le sorgenti di radiazioni sincrotroniche, hanno una luminosità così bassa delle lunghezze d'onda richieste che il metodo alternativo di formazione di immagini è la microscopia a scansione per trasmissione di raggi-X molli. Qui i raggi-X sono focalizzati su un punto ed il campione viene mosso meccanicamente nel punto di focalizzazione. Per ogni punto i raggi-X trasmessi sono registrati tramite un rivelatore quale il contatore proporzionale o il fotodiodo a valanga. Questo tipo di microscopio a scansione per trasmissione di raggi-X (STXM) venne prima sviluppato dai ricercatori presso la Stony Brook University e poi utilizzato presso la National Synchrotron Light Source at Brookhaven National Laboratory. 

## Campo di impiego
La risoluzione della microscopia a raggi-X si colloca tra quella di un microscopio ottico e quella di un microscopio elettronico. È in vantaggio sulla microscopia elettronica convenzionale poiché è in grado di vedere i campioni biologici nel loro stato naturale. La microscopia elettronica è largamente usata per ottenere delle immagini con risoluzioni a livello nanometrico ma la cellula vivente relativamente spessa non può venire osservata dato che il campione deve venire fissato chimicamente, disidratato, incluso nella resina, quindi sezionato a fette ultra sottili.
Nondimeno, si deve menzionare che la microscopia crioelettronica consente l'osservazione di campioni biologici nei loro stati naturali idratati. Al momento, sono possibili risoluzioni di 30 nanometri facendo ricorso a lenti di lamine a zona di Fresnel che formano le immagini usando i raggi-X molli emessi da un sincrotrone. Recentemente, molti ricercatori hanno iniziato ad impiegare dei raggi-X molli emessi da plasma prodotto da radiazioni laser anziché da radiazioni sincrotroniche.
Inoltre, i raggi-X producono la fluorescenza nella maggior parte dei materiali, e queste emissioni possono venire analizzate per stabilire gli elementi chimici componenti l'oggetto visualizzato. Un altro uso è di generare delle figure di diffrazione, un processo tipico della cristallografia a raggi X. Analizzando le riflessioni interne di una figura di diffrazione (di solito mediante un computer programmato allo scopo), la struttura tridimensionale di un cristallo può venire stabilita giù fino alla collocazione degli atomi singoli all'interno delle molecole. I microscopi a raggi-X sono usati talvolta per queste analisi perché i campioni sono troppo piccoli per essere analizzati altrimenti.

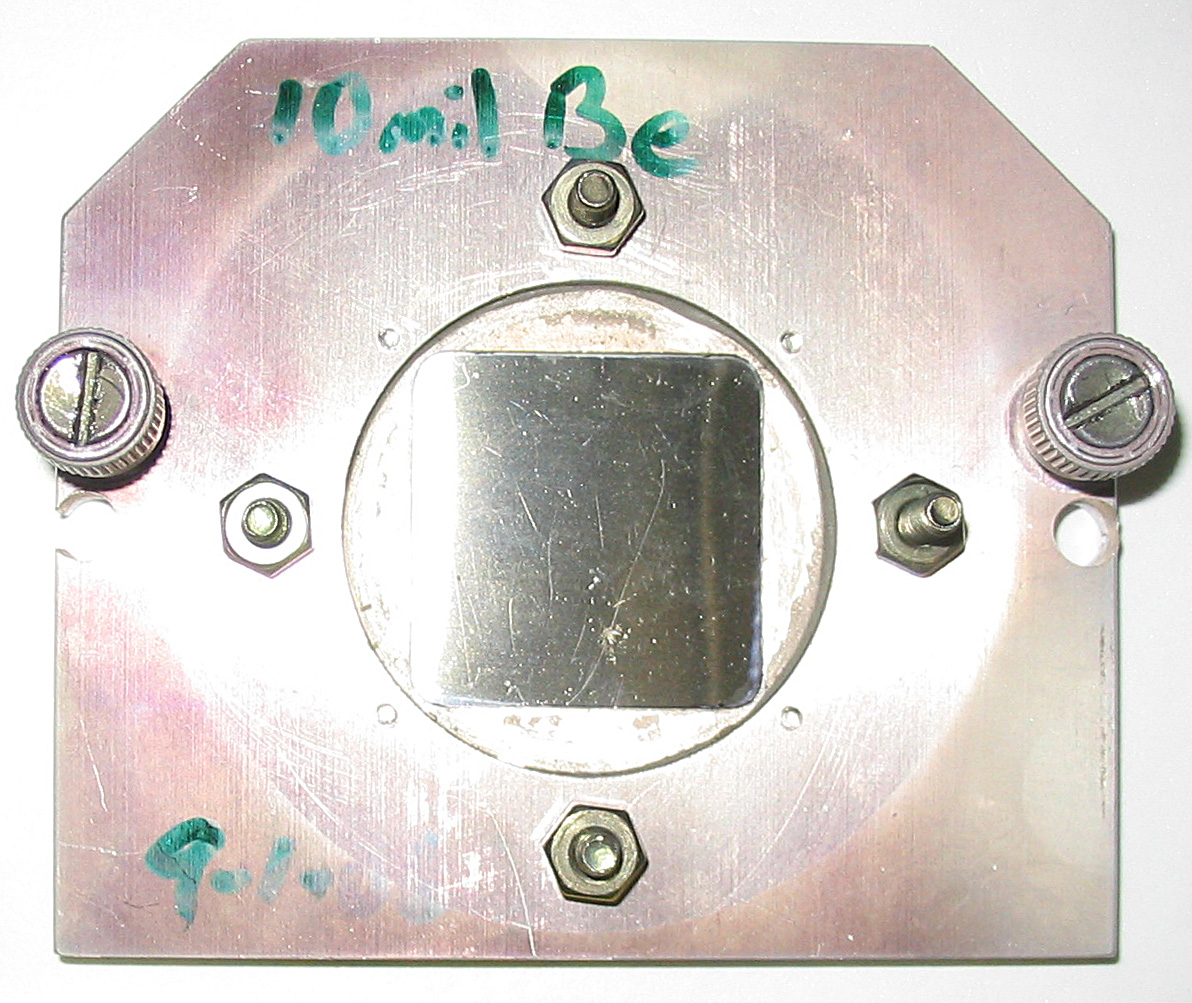
Una lamina quadrata di berillio montata in un alloggiamento d'acciaio usato come finestra tra una camera sotto vuoto ed un microscopio a raggi x. Il berillio per il suo basso numero atomico è altamente trasparente ai raggi x.